# Sonny Landham
William M. „Sonny“ Landham (* 11. Februar 1941 in Canton, Cherokee County, Georgia; † 17. August 2017 in Lexington, Kentucky) war ein US-amerikanischer Schauspieler.

## Schauspielerei
Landham wurde 1941 als Nachfahre von Cherokeeindianern in Canton geboren. Nach seiner Schulzeit trat er in die Armee ein, aus der er nach drei Jahren unehrenhaft entlassen wurde.
Landham spielte in den 1970er Jahren in mehreren Pornofilmen mit, unter anderem in Die privaten Nachmittage der Pamela Mann. Seine erste Hollywood-Rolle spielte er 1979 in Walter Hills kontroversem Bandenkriegsfilm Die Warriors. Hill engagierte ihn einige Jahre später für Die letzten Amerikaner und seinen Erfolgsfilm Nur 48 Stunden. Später spielte er auch im Actionfilm Predator mit. Landham war äußerst muskulös und spielte deshalb vor allem in Actionfilmen mit. Wegen Belästigung seiner Ehefrau – die Ehe war in Scheidung begriffen – verbrachte er von 1998 bis 2001 drei Jahre im Gefängnis.

## Politik
Landham schloss sich der Republikanischen Partei an und kandidierte 2002 für das Amt des Gouverneurs von Kentucky. 2003 verkündete er jedoch seinen Rückzug von der Kandidatur. Ebenfalls erfolglos war sein Bemühen, 2004 in den Senat von Kentucky gewählt zu werden.
Sonny Landham sprach auch 2005 bei einer Versammlung des rassistischen Council of Conservative Citizens. Im Frühjahr 2006 wurde Landham als Ehrenmitglied in die Verbindung Alpha Sigma Phi der American University aufgenommen.
Am 19. September 2006 wurde er in Ashland, Kentucky bei einem Autounfall so schwer verletzt, dass ihm beide Beine amputiert werden mussten.
Am 25. Juni 2008 erklärte Landham seine Kandidatur für den US-Senat. Er wollte als Kandidat der libertären Libertarian Party antreten. Am selben Tag forderte er den Genozid an den Arabern, die er als Kamelscheißeschipper, Lappenköpfe und Kameljockeys bezeichnete. Diese antiarabischen und menschenverachtenden Kommentare machte er in einem Interview der Radiosendung The Weekly Filibuster. Drei Tage später stimmten die Libertären Kentuckys einheitlich dafür, Landhams Kandidatur zurückzunehmen, da seine Ansichten nicht mit ihren Wertvorstellungen übereinstimmten.

## Filmografie (Auswahl)
- 1975: Abigail Leslie is Back in Town
- 1979: Die Warriors (The Warriors)
- 1981: Die letzten Amerikaner (Southern Comfort)
- 1982: Nur 48 Stunden (48 Hrs.)
- 1982: Poltergeist
- 1984: Fleshburn
- 1985: Das Dreckige Dutzend, Teil 2 (The Dirty Dozen: Next Mission)
- 1986: Feuerwalze (Firewalker)
- 1987: Miami Vice (Fernsehserie, Folge 3x22)
- 1987: Predator
- 1988: Action Jackson
- 1989: Lock Up – Überleben ist alles (Lock Up)
- 1993: Best of the Best 2 – Der Unbesiegbare (Best of the Best II)
- 1992: Maximum Force
- 1994: Abenteuer in der Wildnis (Savage Land)
- 1995: Fatal Choice
- 1996: Blood Chase – Blutige Jagd (Carnival of Wolves)
- 1996: 2090
- 2007: Disintegration
- 2009: Mental Scars